# Evenčki autonomni okrug
Evenčki autonomni okrug je autonomni okrug u Rusiji. Nalazi se u Istočnom Sibiru. Sastavni je dio Krasnojarskog kraja, a jednako se javlja i kao samostalni subjekt Ruske Federacije.
U upravnoj organizaciji, na vrhu je gubernator, ispod njega su prvi zamjenici gubernatora (Первый заместитель губернатора), dogubernatori (Вице-губернатор ) i zamjenici gubernatora (Заместитель губернатора)
1. siječnja 2007., zajedno s Tajmirskim autonomnim okrugom, pridružen je Krasnojarskom kraju.

## Vanjske poveznice
- Arhivirana inačica izvorne stranice od 30. studenoga 2020. (Wayback Machine)
- Arhivirana inačica izvorne stranice od 5. veljače 2007. (Wayback Machine)
- ЭВЕНКИЙСКИЙ АВТОНОМНЫЙ ОКРУГ.Справочник административно-территориального деления на 1.01.2005 г. — каталог  Arhivirana inačica izvorne stranice od 11. ožujka 2007. (Wayback Machine)